# Hermann Klebs
Hermann Klebs (* 11. Februar 1954) ist ein ehemaliger deutscher Fußballspieler.

## Sportlicher Werdegang
Klebs entstammt der Jugend des FSV Frankfurt. Anfang der 1970er Jahre rückte er als Teenager in die Wettkampfmannschaft auf, mit der er in der drittklassigen Hessenliga antrat. In der Spielzeit 1971/72 wurde er mit der von Erich Gehbauer trainierten Mannschaft trotz 124 geschossener Tore mit zwei Punkten Rückstand auf den VfR Bürstadt Vizemeister in Hessen. Damit verpassten die blau-schwarzen „Bernemer“ den Aufstieg in die zweitklassige Regionalliga Süd, qualifizierte sich aber für die Deutsche Amateurmeisterschaft 1972. Die von Mannschaftskapitän Horst Trimhold angeführte Mannschaft um Peter Koch, Hubert Genz und Torhüter Jürgen Grün setzte sich dort im Endspiel gegen den TSV Marl-Hüls nach Toren von Genz und Trimhold bei einem Gegentreffer von Ernst Schulte-Kellinghaus mit 2:1 durch. In der folgenden Spielzeit gelang dem Klub als Hessenmeister mit sieben Punkten Vorsprung auf die SpVgg Bad Homburg der Aufstieg in die Regionalliga, wo sie trotz eines elften Platzes aufgrund der Berücksichtigung der Regionalligaergebnisse seit 1969 die Qualifikation für die 2. Bundesliga verpasste.
Nach dem Aufstieg von Bayer 04 Leverkusen in die 2. Bundesliga Nord im Sommer 1975 wird Klebs dort als Spieler geführt, beim ersten Auftritt in der neuen Spielklasse am 9. August des Jahres beim DJK Gütersloh bestritt er als Einwechselspieler in der zweiten Halbzeit für Manfred Schumann sein erstes Profispiel. Im Saisonverlauf bestritt er insgesamt acht Zweitligaspiele, beim 2:1-Heimerfolg über den 1. SC Göttingen 05 erzielte er mit dem spielentscheidenden Treffer zum Endstand sein einziges Zweitligator. 1976 wechselte er zum südbadischen Klub FC Villingen, mit dem er sich 1978 für die Oberliga Baden-Württemberg qualifizierte. Dort wurde er in der Auftaktspielzeit mit 22 Saisontoren hinter Karl-Heinz Walter Zweiter der Torschützenliste und erreichte unter Trainer Klaus Bockisch an der Seite von Karl Richter, Günter Waiblinger, Günther Rybarczyk und Paul Göppl den neunten Tabellenplatz. Nach einem Trainerwechsel zu Günter Noel blieb in der folgenden Spielzeit der Erfolg aus, Klebs traf nur noch fünfmal und auf einem Abstiegsplatz liegend übernahm Anfang April der weniger als vier Wochen zuvor beim Zweitligisten Freiburger FC entlassene Anton Rudinski das Traineramt; der Klub verpasste aber auch unter seiner Leitung den Klassenerhalt.
Klebs wechselte im Sommer 1980 innerhalb der Oberliga Baden-Württemberg zum FC Tailfingen, für den er sechs Tore zum Erreichen des zehnten Tabellenplatzes beitrug. Nach nur einer Saison kehrte er wieder in badische Gefilde zurück, als er sich dem FC Rastatt anschloss. Unter Trainer Werner Hafner zeigte er sich wieder von seiner torgefährlicheren Seite, hinter Manfred Grimm und Etepe Kakoko wurde er mit 18 Saisontoren Dritter der Torschützenliste der Spielzeit 1981/82. Bis 1984 lief er für den Klub in der dritthöchsten Spielklasse auf.
Später war Klebs im Baden-Badener Stadtteilklub FC Varnhalt kurzzeitig als Trainer tätig.